# Licia dolce Licia
Licia dolce Licia è una serie televisiva italiana andata in onda su Italia 1 nella primavera del 1987 ed ispirata ai personaggi dell'anime Kiss Me Licia.
Il telefilm è il secondo di una serie iniziata nell'autunno del 1986 con Love Me Licia e che proseguirà nell'autunno del 1987 con Teneramente Licia e con Balliamo e cantiamo con Licia nella primavera del 1988. La sigla Licia dolce Licia è incisa da Cristina D'Avena.

## Trama
Il complesso dei Bee Hive vede l'entrata di un nuovo manager, Jack, che risulterà essere ancora più severo di Lucas, il suo predecessore. Steve e Matt cominceranno poi ad avere i loro problemi di cuore, perché il primo si innamorerà di Denise, un'insegnante di ginnastica, mentre il secondo di Carlotta, insegnante di judo. Mentre con Matt le cose vanno per il meglio, per Steve la conquista della ragazza non sarà tutta rose e fiori, perché quest'ultima lo farà ingelosire fingendosi innamorata di un altro ragazzo di nome Teo; perciò Steve tenta di farla a sua volta ingelosire fingendosi innamorato di Diletta, un'allieva di Denise piuttosto corpulenta, soprannominata "la Cicciona". Alla fine le incomprensioni verranno però risolte e Steve riuscirà a conquistare Denise. Parallelamente alla storia di Steve e Matt, anche Mirko risulterà avere dei problemi. È infatti intenzionato a sposare Licia, per cui chiede il permesso a Marrabbio, che, di tutta risposta, rifiuta, a tal punto da far persino piangere la figlia, che vuole bene sia al padre che al fidanzato e non vuole affatto rancori ed inimicizie tra i due. Dopo un po' di tempo però il padre di Licia invece accetterà, ma solo a patto che Mirko riesca a laurearsi entro giugno. Per evitare che ciò accada, Marrabbio fa anche il gioco sporco, tenendo impegnato Mirko affinché non si possa preparare. Visti tutti gli sforzi fatti, Marrabbio si rende finalmente conto di quanto Mirko sia innamorato di Licia, e decide per questo di concederle la mano della figlia anche se non dovesse laurearsi, ma Mirko, intenzionato a mantenere la parola, si impegna al massimo, riuscendo perciò a superare l'esame di laurea, per poi poter, finalmente, sposare Licia.

## Personaggi nuovi

### Jack
Interpretato da Vittorio Bestoso.
È il nuovo manager dei Bee Hive, in sostituzione di Lucas, di cui risulta essere ancora più severo. Nonostante ciò sa essere più comprensivo rispetto al suo predecessore, infatti nel corso della serie si congratula più volte col complesso per via della loro bravura. Invidia parecchio Mirko per la sua destrezza nel canto e perciò, di nascosto, lo imita cantando in maniera dilettantesca e indossando uno scopino in testa che funge da capello lungo, fingendo di venire acclamato dal pubblico, ma viene sorpreso dai ragazzi a far questo e perciò è stato più volte deriso.

### Denise
Interpretata da Emanuela Folliero e doppiata da Daniela Trapelli.
È la ragazza di Steve e insegna ginnastica in palestra. Inizialmente non sembrava badare al bassista, ma segretamente era attratta da lui. Infatti, quando il suddetto finge di avere una relazione con Diletta per farla ingelosire, lei, a sua volta, finge di avere una relazione col suo amico Teo per fare ingelosire lui. Dopo parecchio tempo e diverse incomprensioni, Denise e Steve si dichiareranno l'un l'altra.

### Carlotta
Interpretata da Simona Gelo e doppiata da Patrizia Salmoiraghi.
È la ragazza di Matt e insegna judo in palestra assieme a un uomo esperto nel settore.

### Diletta
Interpretata da Stefania Canesi e doppiata da Graziella Porta.
Soprannominata "la Cicciona" per via della sua stazza, è una donna che frequenta il corso di ginnastica di Denise, che la considera la sua alunna migliore. Nel corso della serie Steve fingerà di avere una relazione con lei per far ingelosire quest'ultima. È una donna particolarmente golosa e, dopo l'inizio della relazione tra Steve e Denise, sembra provare attrazione per Teo. Tra le sue caratteristiche, oltre al suo essere ingorda di cibo, c'è anche quella di chiamare tutti i ragazzi con il nomignolo di "micione".

### Teo
Interpretato da Moreno Saporito e doppiato da Gianfranco Gamba.
Il suo vero nome è Teodoro e viene inizialmente presentato come un amico di Denise. Quest'ultima fingerà di avere una relazione amorosa con lui per far ingelosire Steve.

### Altri
- Peterson è un uomo ricco, proprietario di diversi locali. È lui che, d'accordo con Jack, fa sì che i Bee Hive vadano in tournée in montagna.
- Il professore di Mirko (interpretato da Gianni Mantesi) fa alcune apparizioni durante la serie, relativamente agli episodi in cui il ragazzo studia per laurearsi.
- Martina (interpretata da Martina Mondadori) è un'amica di Elisa che aiuta quest'ultima, Andrea e Grinta a tenere l'abito da sposa a Licia durante il suo matrimonio.

## Produzione
Rispetto alla serie precedente, questa presenta un numero maggiore di differenze rispetto a Kiss Me Licia, anche per quanto riguarda gli interpreti. Si può infatti facilmente notare come, dei cinque membri dei Bee Hive, due abbiano cambiato doppiatore. Infatti Tony e Steve non hanno la voce di Federico Danti e di Sergio Romanò, che vengono sostituiti rispettivamente da Donato Sbodio e Antonio Zanoletti. Similmente anche Grinta ha una voce diversa, non venendo più doppiato da Alessandra Karpoff (che comunque continua a dare la voce a Manuela) bensì da Paola Tovaglia. Casi particolari sono quelli di Marika e Vilfredo María, precedentemente doppiati da Elisabetta Cucci e Gianfranco Gamba e che qui mantengono invece la voce dei loro attori, Emanuela Pacotto e il già citato Federico Danti, che precedentemente aveva dato la voce a Tony. Gianfranco Gamba, l'ex doppiatore di Vilfredo (che inoltre aveva già dato la voce a Sheller in Kiss Me Licia), ha partecipato in ogni caso a Licia dolce Licia dando la voce Teo. Casi opposti a questi sono quelli di Andrea e Manuela, che pur continuando ad essere doppiati da Paolo Torrisi e Alessandra Karpoff, hanno invece cambiato attori. Infatti non vengono più interpretati da Luca Lecchi ed Elisabetta Odino, bensì da Valerio Floriani e Marina Grandi.
La serie stessa presenta inoltre maggiori distacchi dalla serie originaria rispetto a Love Me Licia. Infatti le canzoni dei Bee Hive risultano essere ben diverse rispetto al solito (in particolare Satomi talvolta suona il sassofono, e Mirko in alcuni casi suona l'armonica), e anche la caratterizzazione di alcuni personaggi cambia. Steve e Matt, che in Kiss Me Licia erano personaggi praticamente irrilevanti e che in Love Me Licia, pur assumendo un'importanza maggiore, risultavano essere comunque personaggi secondari, assumono qui una grossa importanza, soprattutto Steve, che in alcuni episodi ricopre addirittura la figura di protagonista. Al contrario Giuliano, che nelle serie precedenti era una presenza fissa, in Licia dolce Licia diventa praticamente irrisorio, comparendo solo in pochi episodi. Similmente Andrea non ricopre più la carica di protagonista, dato che a lui, tranne in qualche caso, vengono qui riservate quasi esclusivamente delle scenette comiche assieme a Elisa e Grinta ambientate all'asilo, asilo che tra l'altra risulta essere molto diverso da quello della serie precedente.
Si presentano inoltre alcune differenze per quanto riguarda l'aspetto fisico di alcuni personaggi. Licia, per esempio, risulta avere i capelli più lunghi rispetto alle serie precedenti, mentre Vilfredo in questa serie porta gli occhiali (nonostante nessun personaggio sembri far caso a questa differenza). Quest'ultimo viene inoltre caratterizzato diversamente rispetto alla serie precedente, dove era un personaggio piuttosto sbruffone che ha addirittura ricoperto, in alcuni episodi, la figura di antagonista principale, mentre in Licia dolce Licia è un personaggio positivo (infatti tutte le malefatte da lui commesse vengono presto perdonate) e risulta essere totalmente secondario, ad eccezione di qualche episodio.

## Episodi
| Stagione       | Episodi | Prima TV Italia |
| -------------- | ------- | --------------- |
| Prima stagione | 35      | 1987            |

## Colonna sonora
La sigla è Licia dolce Licia, scritta da Giordano Bruno Martelli e Alessandra Valeri Manera e cantata da Cristina D'Avena, inserita come traccia 11 nell'album Fivelandia 5; nello stesso anno della prima TV, il 1987, venne pubblicata la colonna sonora della serie su LP/MC con il titolo Licia dolce Licia e i Bee Hive, ristampata su CD e pubblicata il 7 dicembre 2010, in concomitanza con la replica su La5 e Hiro (dove nello stesso periodo della replica della prima stagione su La5, erano in onda le stagioni successive) all'interno del Box multidisco Licia e i Bee Hive Story. Dal 18 luglio 2016 viene ritrasmesso su Mediaset Extra.
Nell'agosto del 2019 la serie è interamente consultabile in streaming gratuito sul portale Mediaset Play.
Le canzoni della colonna sonora sono state composte da Ninni Carucci.

## Studi di produzione
La serie è stata prodotta da Merak Film: la sala prove si trovava negli studi di via Fratelli Lumiére a Cologno Monzese (in un capannone affittato per le riprese), mentre le scene al Mambo, nella casa di Licia e Marrabbio, nella casa di Mirko e Andrea, nella casa di Matt e Steve e alcune scene ambientate in palestra erano girate in altri teatri di posa affittati dalla Merak Film in Viale Spagna 74 (di fronte alla sede della stessa Merak Film che si trova in Viale Spagna 61).
Gli esterni vennero girati a Cologno Monzese, Milano 2, Treviglio, Monza e Breuil-Cervinia.
I concerti della seconda serie sono stati girati alle discoteche Studio Zeta di Caravaggio e OK Club di Crema.